# Marijan Jošt
Marijan Jošt (* 9. Mai 1940 in Ptuj, Jugoslawien; † 21. Dezember 2021 in Koprivnica, Kroatien) war ein jugoslawischer bzw. kroatischer Agrarwissenschaftler und Genetiker.

## Leben
Marijan Jošt studierte zunächst am Landwirtschaftsinstitut der Universität Zagreb in Križevci, das seit seiner 1998 erfolgten Ausgliederung als Wirtschaftshochschule Visoko gospodarsko učilište fortbesteht, dann Agronomie, Genetik und Pflanzenzüchtung an der Agrarwissenschaftlichen Fakultät der Universität Zagreb, wo er 1973 promovierte und danach bis 1984 als Wissenschaftler tätig war. 1976/77 hatte er einen Forschungsaufenthalt beim Saatgutunternehmen Pioneer Hi-Bred in Hutchinson (Kansas).
Ab 1985 war er Professor für Pflanzenzüchtung und Saatgutproduktion am Landwirtschaftsinstitut in Križevci. Er züchtete mehrere hochwertige Sorten des Winterweizens. In den 1990er Jahren gründete er in Križevci das Unternehmen für Saatgutforschung Jost Seed Research. Er war ein Befürworter der ökologischen Landwirtschaft, setzte sich für ein Verbot von Glyphosat ein und verfasste zwei Bücher, in denen er sich kritisch mit der „Grünen Gentechnik“ auseinandersetzte. Er gehörte der Bioethikkommission der Regierung der Republik Kroatien an.
Marijan Jošt starb im Alter von 81 Jahren im Krankenhaus von Koprivnica an den Folgen einer SARS-CoV-2-Infektion.

## Veröffentlichungen (Auswahl)
- (mit Ferdo Bašić u. a.): Pšenica. Put do visokih prinosa (Weizen. Der Weg zu hohen Erträgen), 1988
- (mit Thomas Stan Cox): Relative genetic contributions of ancestral genotypes to Yugoslavian winter wheat cultivars, in: Euphytica, Jg. 45.1990, S. 169–177
- (mit Thomas Stan Cox): Intelektualni izazov tehnologije samouništenja – Intellectual challenge of self-destruction technology, 2003, ISBN 978-9536298181 (kroatisch/englisch)
  - serbische Ausgabe: Tehnologija samouništenja – Kakve su posljedice proizvodnje genetski modifikovane hrane? (Technologie der Selbstzerstörung – Welche Folgen hat die Produktion gentechnisch veränderter Lebensmittel?), 2005, ISBN 86-84091-50-7
- The Ethics of Science and Technology, in: Ante Čović und Thomas Sören Hoffmann (Hrsg.), Integrative Bioethik. Beiträge des 1. Südosteuropäischen Bioethik-Forums, Mali Lošinj 2005, 2007, ISBN 978-3-89665-372-7, S. 143–153
- GMO (iz)um bez (raz)uma (Gentechnik, Erfindung ohne Vernunft), 2016, ISBN 978-953-7764-14-2